# Prieuré de Bonnac
Le prieuré de Bonnac est un prieuré situé sur la commune de Bonnac, dans le département français du Cantal en région Auvergne-Rhône-Alpes.

## Localisation
Le prieuré est situé dans la région historique et culturelle d'Auvergne.

## Historique
Fondée en 944 et placée sous la tutelle de Cluny, l'église de Bonnac devint un prieuré en 1001 grâce à Marguerite d'Ally et son époux, qui lui octroyèrent un domaine en faveur du monastère de Sauxillanges. Le prieuré, comprenant une résidence du XVe siècle avec des décors intérieurs datant du XVIIIe siècle, était entouré d'une enceinte fortifiée de forme quadrilatérale. En 1912, une aile adossée à l'église fut démolie, suivie, dans les années 1970, par une tour isolée située à proximité.

## Description
Le manoir fortifié est étendu vers le nord par une aile moderne qui le relie à une tour ronde, vestige de l'ancienne enceinte. Aux premier et deuxième étages, quatre pièces lambrissées du XVIIIe siècle demeurent intactes. La pièce orientale est caractérisée par un plafond voûté au nord et au sud. 

## Valorisation du patrimoine
L'association Bonnac Patrimoine Cantal est engagée dans la préservation du patrimoine de Bonnac, en particulier de son prieuré.

## Protection
Le prieuré est inscrit au titre des monuments historiques par arrêté du 7 décembre 1992.